# وليم ستانلي (إليزابيثي)
وليم ستانلي (بالإنجليزية: William Stanley)‏ (1548 - 1630) هو ضابط وكاثوليكي عاصِ، خدم تحت حكم إليزابيث الأولى ملكة إنجلترا. يُعرف لتسليمه ديفينتر للإسبان عام 1587.